# Die sieben Lebensalter des Weibes
Die sieben Lebensalter des Weibes  ist ein Gemälde (1544) des deutschen Malers Hans Baldung, genannt Grien, ausgeführt mit Ölfarbe auf Lindenholz. Es ist Teil der Sammlung des Museums der bildenden Künste Leipzig.

## Beschreibung
Das Bild aus der Zeit der Renaissance zeigt vorne links ein Kleinkind, dahinter von links nach rechts aufgereiht eine Gruppe von fünf durch raffiniert geschlungene Tücher kaum verhüllte Frauenfiguren in Lebensstadien von etwa 10 bis 50 Jahren. Jede der Frauen ist durch charakteristische Merkmale von ihrer Nachbarin unterschieden und zugleich kompositionell mit ihr verbunden, um die Zusammengehörigkeit der verschiedenen Lebensalter zu einem Lebenslauf zu zeigen. Die älteste Frauengestalt ist rechts im Hintergrund zu sehen. Sie ist bleich, wird im Profil wiedergegeben und blickt bereits nicht mehr in die Gegenwart des Betrachters, sondern zum Weinstock und Feigenbaum als Fruchtbarkeitssymbole und Sinnbilder der ewigen Erneuerung des Lebens und weist rechts aus dem Bild.
Der niedrige Horizont verleiht den Figuren Monumentalität, der blaue Himmel gibt der Vergänglichkeitsallegorie einen meditativen Ausdruck. Das gedankenreiche und lebenszugewandte Gemälde ist wohl das letzte große Werk von Hans Baldung, der im Folgejahr verstarb.
Charakteristisch ist bei Baldung die Nähe der körperlichen Vorstellung weiblichen Alterns zu Sexualität, Sünde und Tod, die schon in der Entblößung der Frauen und der schonungslosen Zurschaustellung von erotischem Reiz der Jugend im krassen Gegensatz zum körperlichen Verfall des weiblichen Körpers im Alter augenfällig ist.

Weitere Bilder des Themenkreises Lebensalter und Tod von Hans Baldung:
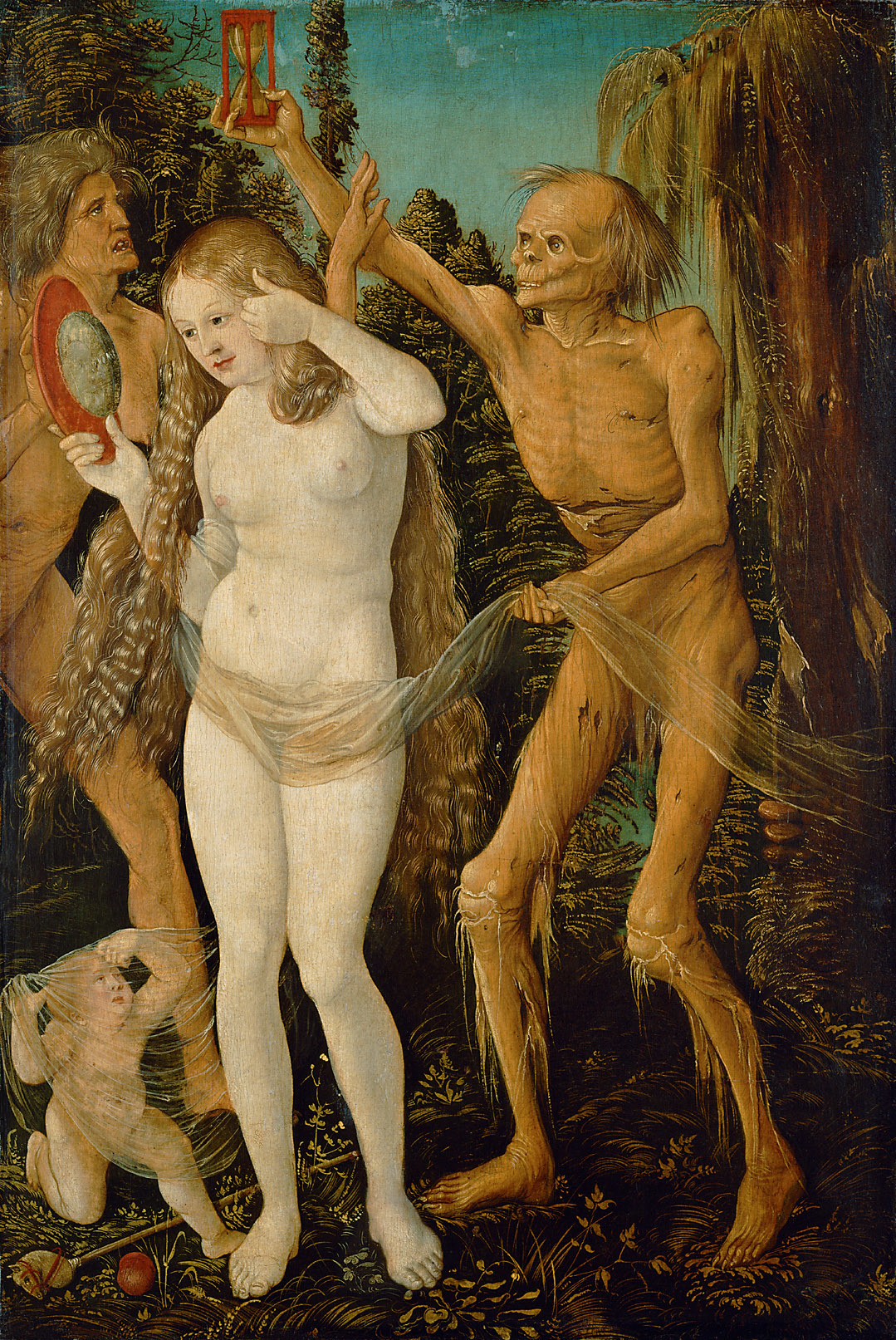
Hans Baldung,  Die drei Lebensalter und der Tod[6], Kunsthistorisches Museum Wien
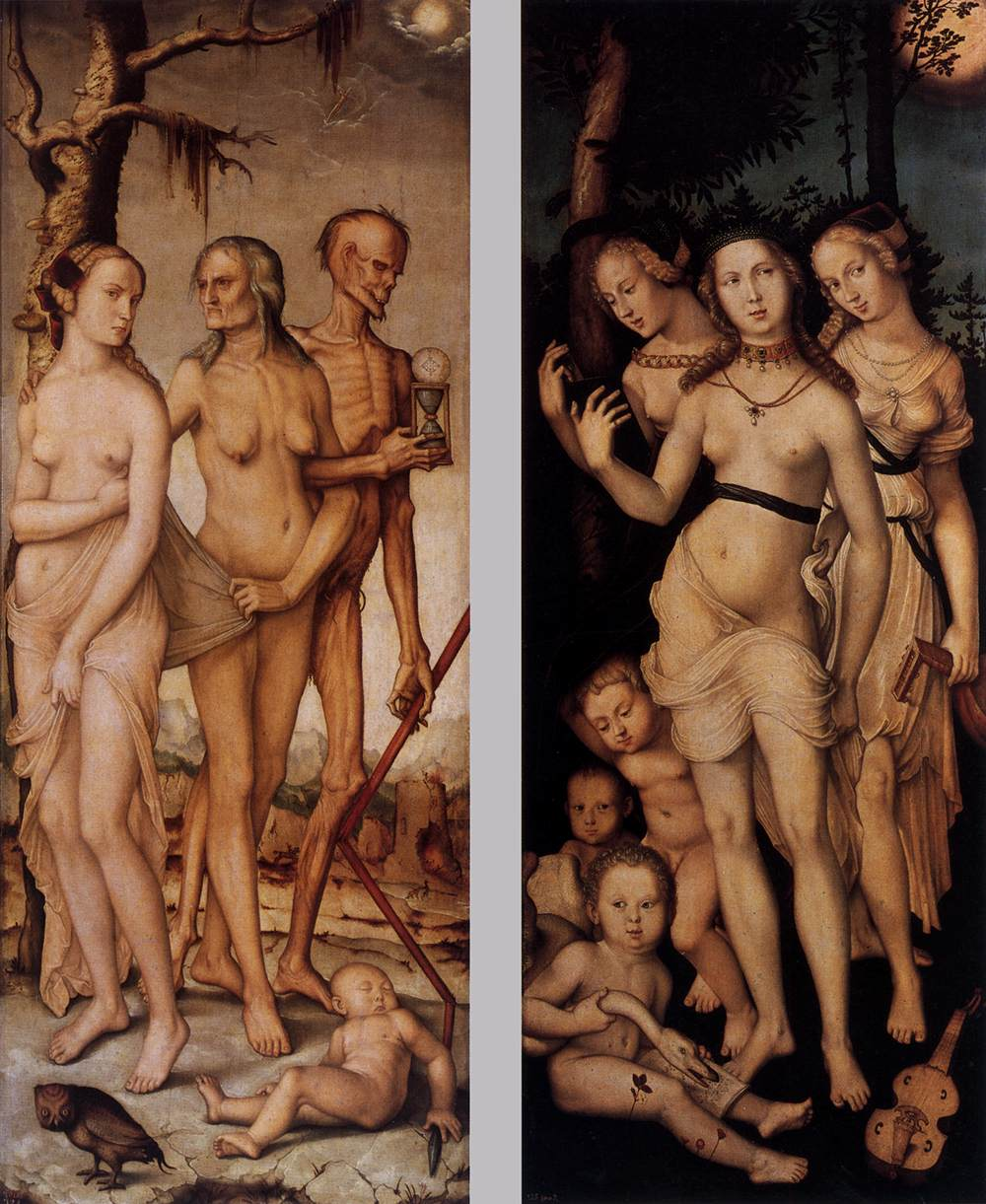
Hans Baldung, Lebensalter des Weibes, um 1540–1545, Prado

## Provenienz
Das Bild kam 1944 aus dem Vermächtnis des Leipziger Bankiers und Kunsthistorikers Fritz von Harck in die Sammlung des Museums der bildenden Künste.